# 2894 Kakhovka
2894 Kakhovka (1978 SH5) là một tiểu hành tinh vành đai chính được phát hiện ngày 27 tháng 9 năm 1978 bởi Lyudmila Chernykh ở Nauchnyj.